# Ptilotula
Ptilotula is een geslacht van zangvogels uit de familie honingeters (Meliphagidae).

## Soorten
De volgende soorten zijn bij het geslacht ingedeeld:
- Ptilotula flavescens – Sikkeloorhoningeter
- Ptilotula fusca – Brilhoningeter
- Ptilotula keartlandi – Grijskophoningeter
- Ptilotula ornata – Malleehoningeter
- Ptilotula penicillata – Witpluimhoningeter
- Ptilotula plumula – Groenkaphoningeter